# Fantasía homenaje a Walt Disney
La Fantasía Homenaje a Walt Disney de Jesús Guridi Bidaola és una de les majors obres per a piano i orquestra de l'autor. Una composició creada el 1956 i estrenada el 3 d'octubre del 1957 per Pilar Bayona López de Ansó i l'Orquestra Municipal de Barcelona sota la direcció d'Eduard Toldrà i Soler.
Aquesta obra va ser composta en l'etapa més madura de l'autor, pocs anys abans de la seva mort. Cal situar-la dintre dels més intel·ligents intents de l'autor per abordar la forma simfònica, alliberant-la de contexts més folklòrics i aproximant-se tant a la música cinematogràfica com a la nord americana. Respon perfectament al gènere de la fantasia i ho fa d'una forma tant tendra com humorística. Tant és així que, encara que no descrigui directament a cap personatge en concret, qui l'escolti pot evocar als personatges més estimats de Disney mitjançant les línies, els colors i les melodies entranyables.

## Descripció

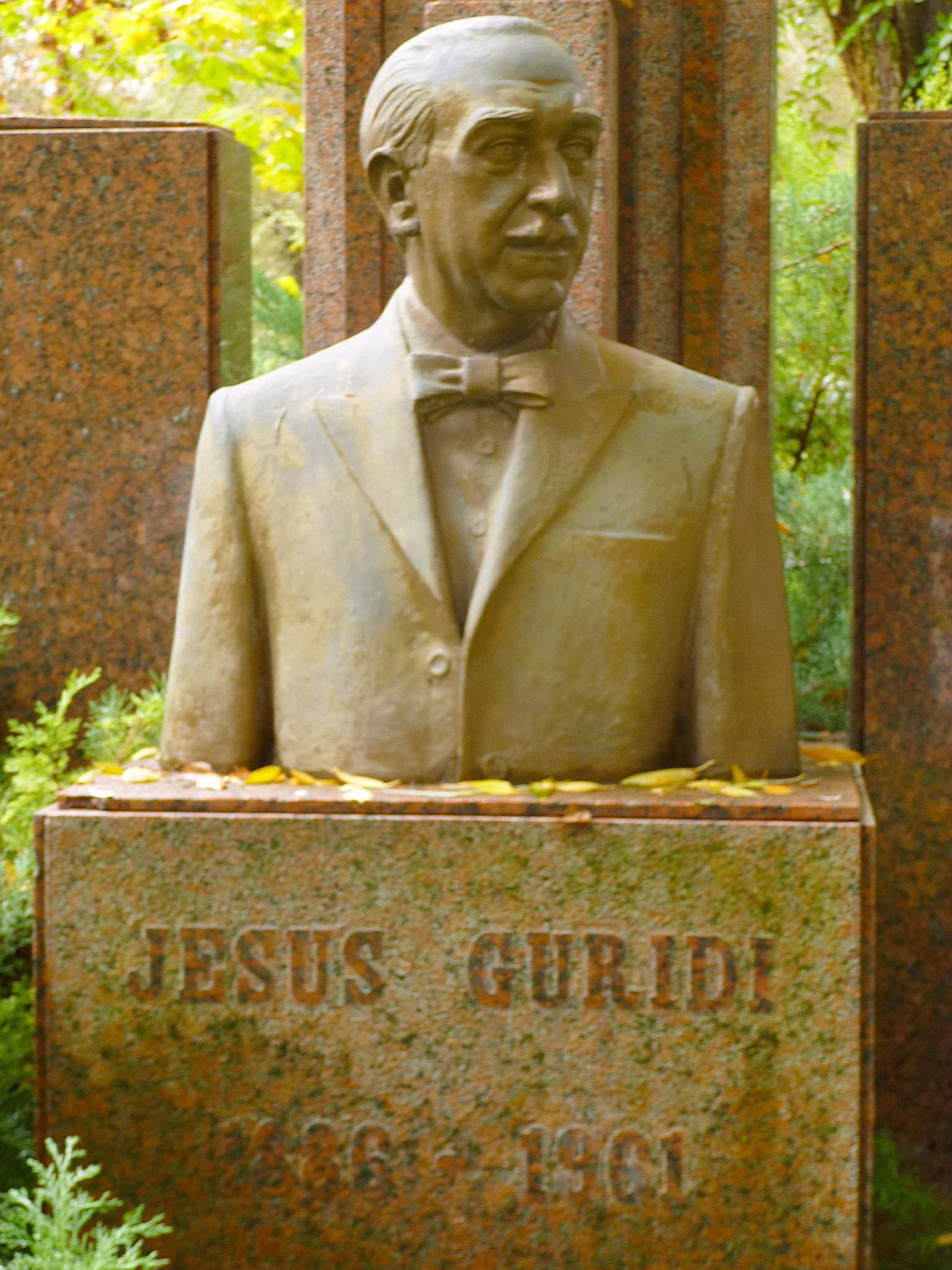
Monument a Jesús Guridi a Vitoria

En l'Homenaje a Walt Disney, Guridi va voler escriure un d'aquells suggestius «scherzos» que serveixen d'acompanyament a les pel·lícules de dibuixos animats.
Xavier Montsalvatge i Bassols digué sobre la composició: «L'obra té un graciós perfum ‘made in Hollywood’ i el seu procés expositiu és àgil, punxant i evocador». Inclús en alguns moments excessivament evocador: el que l'escolta se sent pres per la seva lluminosa descripció sonora i pot trobar a faltar l'ajuda visual. No obstant això, la música es manifesta amb prou eloqüència per a convèncer els auditors de la imaginació inventiva del compositor i del seu extraordinari domini tant en els recursos virtuosístics del piano com de les possibilitats tímbriques de l'orquestra.
Tota l'obra està impregnada de ressonàncies impressionistes encara que no deixa de ser molt personal la seva manera de tractar els instruments, els ritmes i l'harmonia amb un llenguatge en què es conjuga l'agudesa, els fums i una inexplicable tendresa, molt pròpia de l'univers sentimental de Guridi.
Com és propi en els seus coetanis, l'autor compaginava la música més clàssica amb aquella més avantguardista. Combina el típic concert virtuosístic per a piano juntament amb tots els efectes i sonoritats més noves del seu moment.

## Jesús Guridi i Pilar Bayona
Pilar Bayona i Jesús Guridi tenien una estreta relació: s'estimaven i s'admiraven. Bayona havia interpretat els deliciosos arranjaments de les cançons basques, Diez Melodias Vascas, les quals li van donar peu per a insistir-li a Guridi en què compongués una altra obra per a piano. Heus aquí l'alegria de la pianista en saber que podria tocar l'Homenaje a Walt Disney.
En la següent carta es pot veure la impaciència de la pianista i, per part de Guridi, la seva delicada modèstia i alegria de poder dirigir el Conservatori:
| « | Madrid, 27/5/1956. Srta. Pilar Bayona. Zaragoza. Mi querida amiga: Ante todo mi enhorabuena por el feliz resultado de la tourneé cuyo truinfo estaba descontado. Comprendo su impaciencia por recibir Homenaje a Walt Disney para poder empezar su estudio. Su paisano y buen amigo Mingote tiene la palabra. Él está encargado de preparar la edición para dos pianos (uno es el principal y el otro la reducción de la orquesta) y tiene que tomar sus medidas para la buena distribución de su trabajo. He estado con él esta mañana y, con objeto de que vaya Vd. conociendo cuanto antes la obra, ha quedado en ir remitiéndola por partes, en tres o cuatro entregas. Esto lo hace, como digo, para quedarse con elementos suficientes para poder hacer, má tarde, la transcripción para dos pianos. Así, pues, recibirá Vc. uno de estos días parte de la obra y, muy rápidamente, le enviará el resto. Lo que se le envía es la parte de piano con el aditamiento de unos cuantos pentagramas encima, que son el esquema de la orquesta. Esta partitura, y en esta forma, la exigia en el Concurso para facilitar la lectura de la partitura completa. Esta se va a copiar inmediatamente. Mingote ha quedado en escribirla. Espero que la obra le guste. La técnica pianística, dentro de su dificultad, me parece relativamente fácil para lo que se llama memoria de los dedos. Es clara y melódica. Ahora le voy a dar una noticia que ha sido de gran emoción para mí: he sido nombrado director del Conservatorio. Nunca lo hubiera soñado pero, así es la vida, llena de sorpresas. Pispo y mis hijas recibieron tus recuerdos y me encargan que la salude cariñosamente. Sin más por hoy, que de Vd. admirador y buen amigo. J. Guridi | » |
| — Jesús Guridi, Sopeña, Federico. Pilar Bayona (en castellà). Zaragoza: Presnas Universitarias de Zaragoza, p. 440. ISBN 9788416515042 | |   |

## Interpretacions i enregistraments

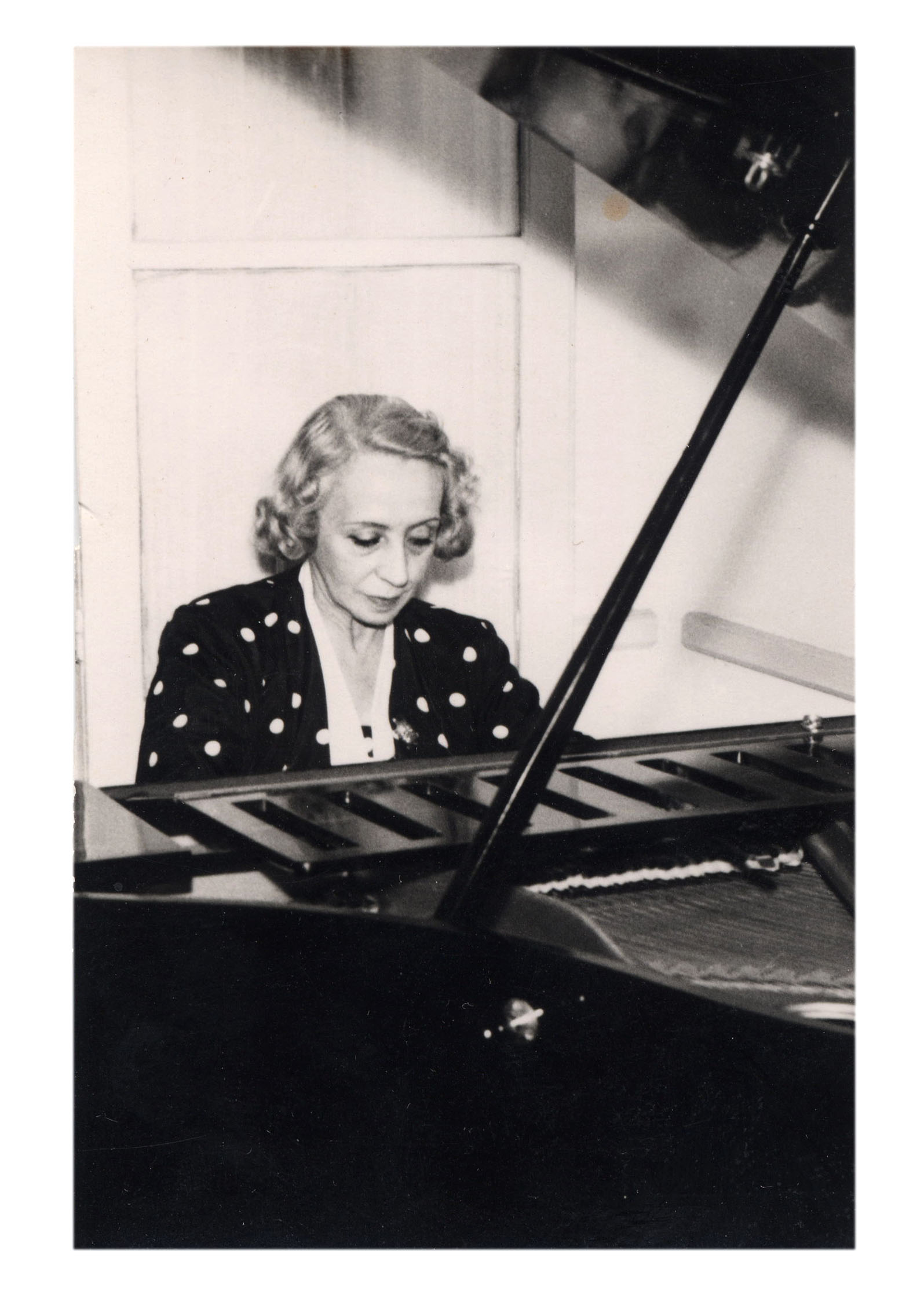
Pilar Bayona

L'11 de juny del 1957, Pilar Bayona va rebre una carta d'en Robert Pla on deia que havia arribat el piano que utilitzaria per a gravació del disc d'en Guridi i que l'orquestra estaria disponible a partir del 28 de Juny. Va afegir que seria convenient que la pianista hi anés uns dies abans per a poder provar el piano i concretar algunes indicacions amb Arambarri, director de l'orquestra. A més a més, també li demanava poder gravar una altra obra per a piano sol d'Òscar Esplà i Triay. Comentava que tot allò que gastés durant el viatge i la seva estada seria pagat per Hispavox (companyia discogràfica espanyola de projecció mundial).
Pilar va arribar a Madrid i a finals de juny i a principis de juliol es van realitzar les gravacions. La pianista va registrar la Fantasía Homenaje a Walt Disney de J. Guridi amb l'Orquestra Nacional d'Espanya dirigida per J. Arambarri. L'àlbum es va completar per l'altra cara amb l'obra orquestral Diez melodías vascas, del mateix compositor. I, per al disc amb música d'O. Esplà, Pilar va deixar gravades Impresiones Musicales, Tres movimientos para piano, la Suite característica i la Sonata española.
A Madrid, Pilar es va fer fotos amb el famós fotògraf Vicente Ibañez, les quals van aparèixer als àlbums d'Hispavox.
El 16 d'Agost, l'ajuntament de Bilbao va celebrar diversos actes en homenatge a Jesús Guridi. En primer lloc, l'alcalde Joaquín Zuazagoitia va entregar-li a l'autor el títol de Fill Adoptiu i, més tard, al teatre Buenos Aires, es va celebrar un concert amb la participació de Pilar Bayona, l'Orquestra simfònica de Bilbao, Jesús Armabarri com a director i la Societat Coral de Bilbao. Tot el programa es componia d'obres mestres de Guridi: amb les Diez canciones vascas, el preludi del segon acte de El Caserío, les Estampas Vascas per a orquestra i cor i finalitzava el concert amb la Fantasía Homenaje a Walt Disney, naturalment, amb la Pilar Bayona com a pianista solista. Guridi, que era en una llotja juntament amb els alcaldes de Bilbao i Vitoria, va rebre els més càlids aplaudiments per part del públic i els intèrprets.
Poc després es tornava a programar Homenaje a Walt Disney en un nou concert a Bilbao, encara que aquesta vegada Armabarri va decidir acompanyar les obres de Guridi amb les de Wagner i Dvorak.

## Altres enregistraments
En aquest enllaç podreu escoltar l'obra sencera interpretada per Pilar Bayona al piano i l'Orquesta de Conciertos de Madrid dirigida per Jesús Armabarri.
A més a més, altres artistes han interpretat i gravat aquesta magnífica música. Entre ells:
- Pilar Bayona (piano) i la Orquesta Nacional de España dirigida per Jesús Armabarri el 1957[8]
- Ricardo Requejo (piano) i la Orquesta Sinfónica de Euskadi sota la direcció d'en Miguel A. Gómez Martínez el 1997.[9]
- Arranjament de l'obra per a quartet de corda interpretat pel Quartet Bretón el 2011[10]

## Premis
La Fantasía Homenaje a Walt Disney va rebre el premi "Oscar Esplá" de l'ajuntament d'Alicant el 1958. Un compositor de la talla d'en Guridi, que havia demostrat la seva valia amb partitures com El caserío, Diez melodías vascas o Una aventura de don Quijote, es va veure en l'obligació d'haver de continuar sobrevivint presentant-se a aquest tipus de concursos que estaven per sota de la seva altura.
Com ja s'ha dit en l'apartat anteiror, el 16 d'agost de 1957 es va atorgar el títol de Fill Adoptiu de Bilbao a l'autor. En aquest cas no només per l'Homenaje a Walt Disney sinó com a reconeixement de tota la seva tasca artística.